# Honkbalveld

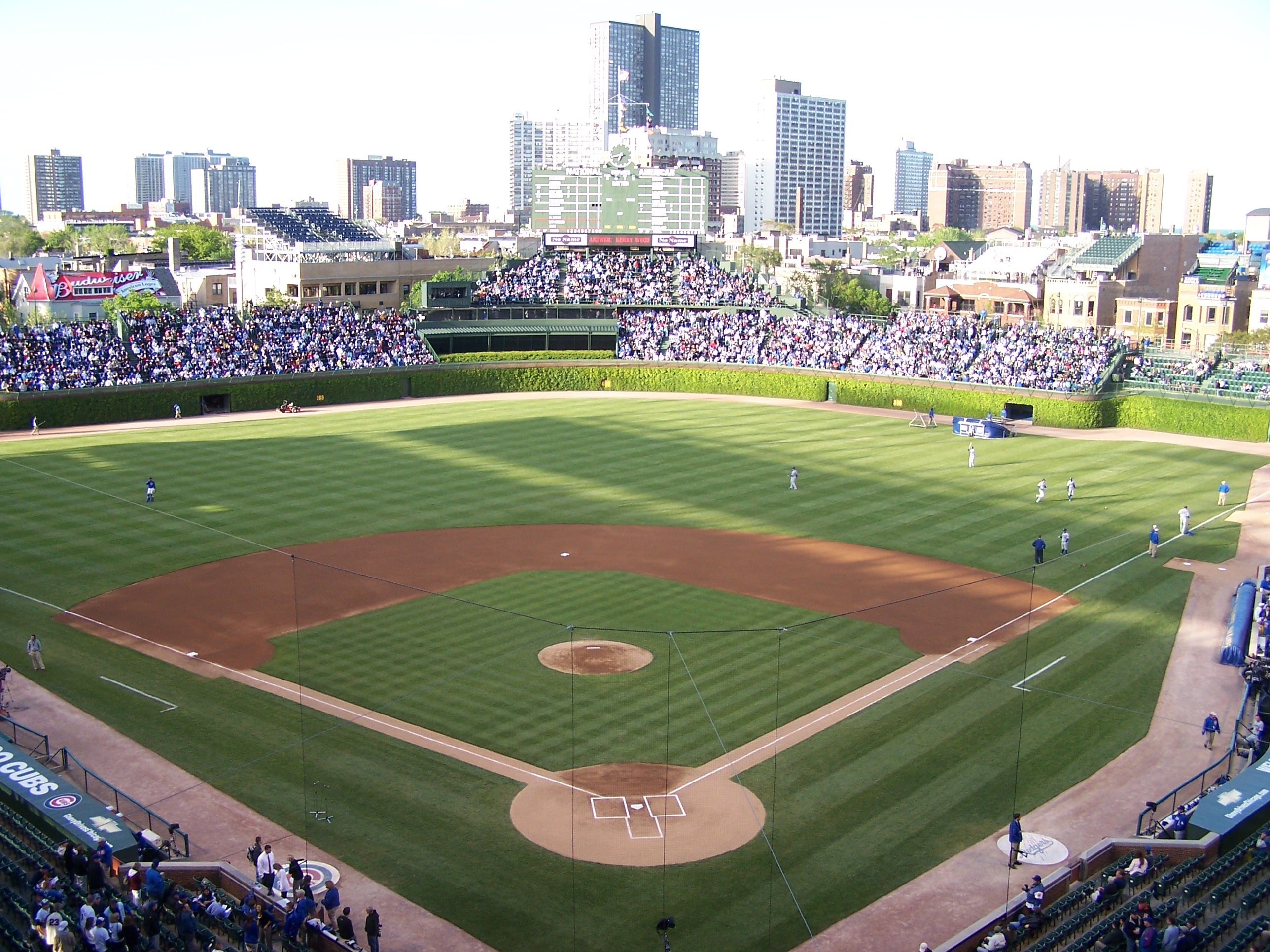
Wrigley field, thuishaven van de Chicago Cubs

Een honkbalveld is een speelveld voor de honkbalsport.

## Afmetingen
De thuisplaat is het centrale punt van een honkbalveld. Deze plaat is gemaakt van een vijfzijdige plak rubber en ligt op het punt waar de twee foutlijnen samenkomen in een hoek van 90 graden. Aan weerszijden van de thuisplaat liggen de twee slagperken voor de slagmensen.
De thuisplaat ligt op een van de vier hoeken van een vierkant van 27,5 bij 27,5 meter. Op de andere drie hoeken liggen – tegen de klok in - het eerste, tweede en derde honk. Rond deze drie honken ligt het binnenveld, ook de diamond genoemd. De ondergrond van deze diamond bestaat deels uit gravel en deels uit (kunst)gras. Tussen de honken ligt op 18,45 meter van de thuisplaat verwijderd de werpersplaat. Deze plaat ligt op een heuvel van gravel die ongeveer 25 cm hoog is en een doorsnede van 5,5 meter heeft.
Voorbij de diamond ligt het buitenveld. De ondergrond hiervan is (kunst)gras. Bij veel honkbalvelden wordt het buitenveld omzoomd door een warningtrack van gravel en een hek of muur.
De lijnen vanaf de thuisplaat langs het eerste en derde honk zijn de foutlijnen. Deze lijnen lopen door tot aan het verreveldhek. Alle gebied buiten deze lijnen is fout gebied.